# Triaenopodium tarsalis
Triaenopodium tarsalis is een hooiwagen uit de familie Trionyxellidae.